# Resclosa i canal de Can Guetes
La resclosa i canal de Can Guetes és una obra hidràulica de Ripoll protegida com a Bé Cultural d'Interès Local.

## Descripció
La resclosa té uns 20 m, de llargada. Després de la casa comporta, a l'inici del canal hi ha la comporta anomenada la cambra de runa, que serveix per evacuar les pedres i d'altres sediments que s'acumulen al fons de la resclosa. El canal té una llargada de 800m, una amplada de 2,40m, i té una amplada de murs de 75 cm. A l'antiga pelleteria de Can Pòlit el canal s'enfonsa per tornar a pujar als rentadors de Can Pòlit i des d'aquest punt fins a la fàbrica el canal resta sota terra. El seu recorregut es pot veure molt bé des de la Ruta del Ferro.